# Kościół Najświętszego Serca Pana Jezusa w Wałbrzychu
Kościół Najświętszego Serca Pana Jezusa w Wałbrzychu – rzymskokatolicki kościół parafialny mieszczący się w Wałbrzychu, w dzielnicy Poniatów.
Świątynia została wybudowana w stylu gotyckim w pierwszej połowie XIV wieku, przebudowana około 1559 roku, otoczona grubym murem obronnym z kluczowymi strzelnicami. Posiada kamienny portal z 1520 roku.
W kościele znajdują się organy wykonane przez firmę Schlag und Söhne. Instrument posiada 7 rejestrów oraz pneumatyczne: trakturę gry i trakturę rejestrów